# Forêts des Argonnelles
Forêts des Argonnelles este o arie protejată (sit de importanță comunitară — SCI) din Franța întinsă pe o suprafață de 1.030 ha, integral pe uscat.

## Localizare
Centrul sitului Forêts des Argonnelles este situat la coordonatele 48°55′11″N 4°59′46″E / 48.91972°N 4.99611°E.

## Înființare
Situl Forêts des Argonnelles a fost declarat arie specială de conservare în baza directivei 92/43 din 1992 referitoare la conservarea habitatelor naturale și a faunei și florei sălbatice pentru a proteja 5 specii de animale.

## Biodiversitate
Situată în ecoregiunea continentală, aria protejată conține 7 habitate naturale: Păduri aluvionare cu Alnus glutinosa și Fraxinus excelsior (Alno-Padion, Alnion incanae, Salicion albae), Fânețe de joasă altitudine (Alopecurus pratensis, Sanguisorba officinalis), Lacuri eutrofice naturale cu vegetație de tip Magnopotamion sau Hydrocharition, Păduri de fag Asperulo-Fagetum, Păduri de stejar sau de stejar și carpen sub-atlantice și medio-europene de Carpinion betuli, Cursuri de apă de la nivel de câmpie la nivel montan, cu vegetație Ranunculion fluitantis și Callitricho-Batrachion, Râuri cu maluri nămoloase cu vegetație de Chenopodion rubri p.p. și Bidention p.p..
La baza desemnării sitului se află mai multe specii protejate:
- nevertebrate (3): fluturele flitirar (Euphydryas maturna), fluturele purpuriu (Lycaena dispar), Vertigo moulinsiana
- pești (2): zglăvoacă (Cottus gobio), Cottus perifretum

Pe lângă speciile protejate, pe teritoriul sitului au mai fost identificate 22 de specii de plante, 13 specii de păsări, 5 specii de amfibieni, 5 specii de mamifere, 6 specii de nevertebrate.